# Verfeil
Verfeil là một xã trong vùng Occitanie, thuộc tỉnh Haute-Garonne, quận Toulouse, tổng Verfeil. Tọa độ địa lý của xã là 43° 39' vĩ độ bắc, 01° 39' kinh độ đông. Verfeil có điểm thấp nhất là 146 mét và điểm cao nhất là 273 mét. Xã có diện tích 41,23 km², dân số vào thời điểm 1999 là 2504 người; mật độ dân số là 61 người/km².

## Thông tin nhân khẩu
| 1962  | 1968  | 1975  | 1982  | 1990  | 1999  |
| ----- | ----- | ----- | ----- | ----- | ----- |
| 1.536 | 1.540 | 1.734 | 2.000 | 2.265 | 2.504 |

## Di tích

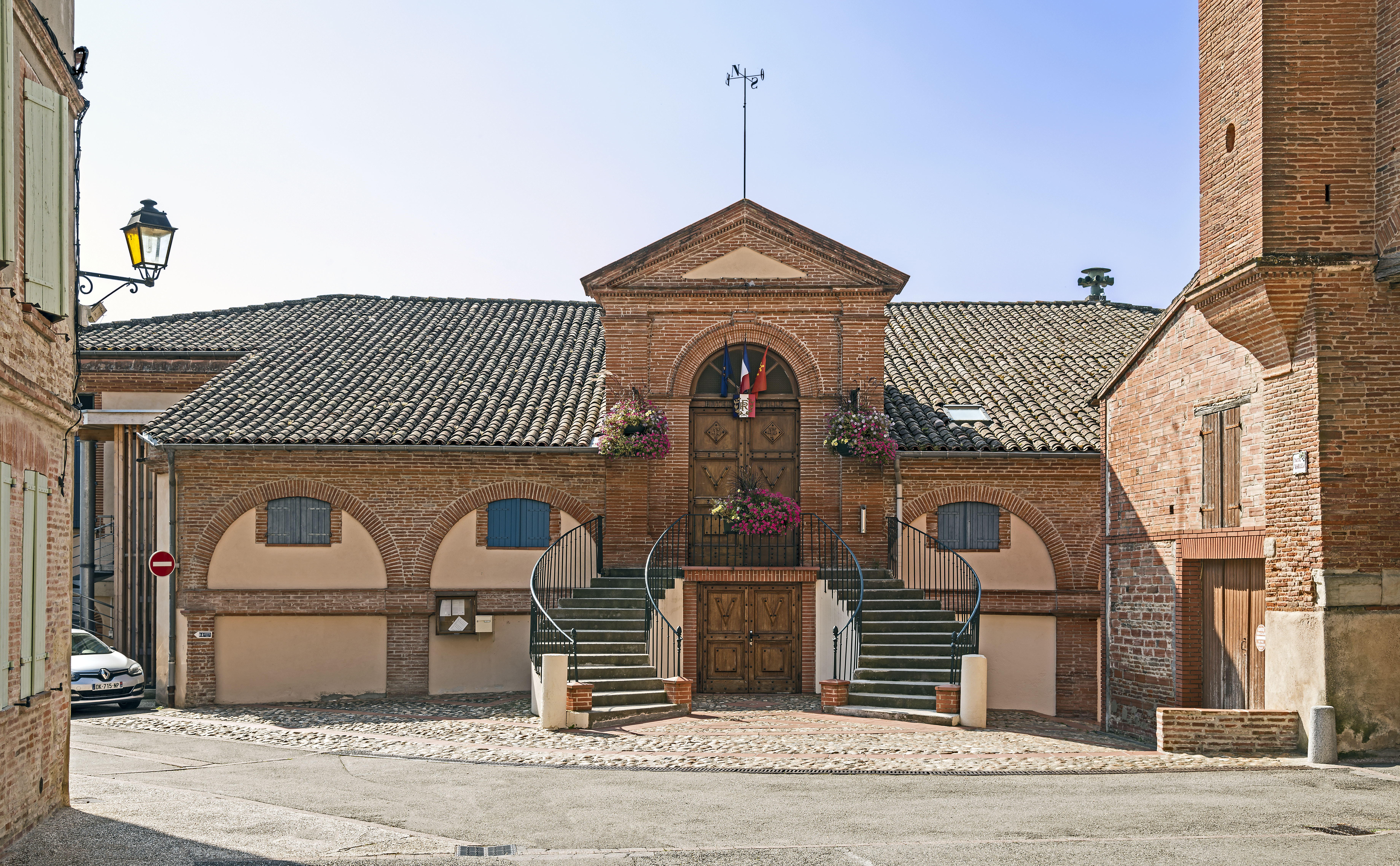
Tòa thị chính.
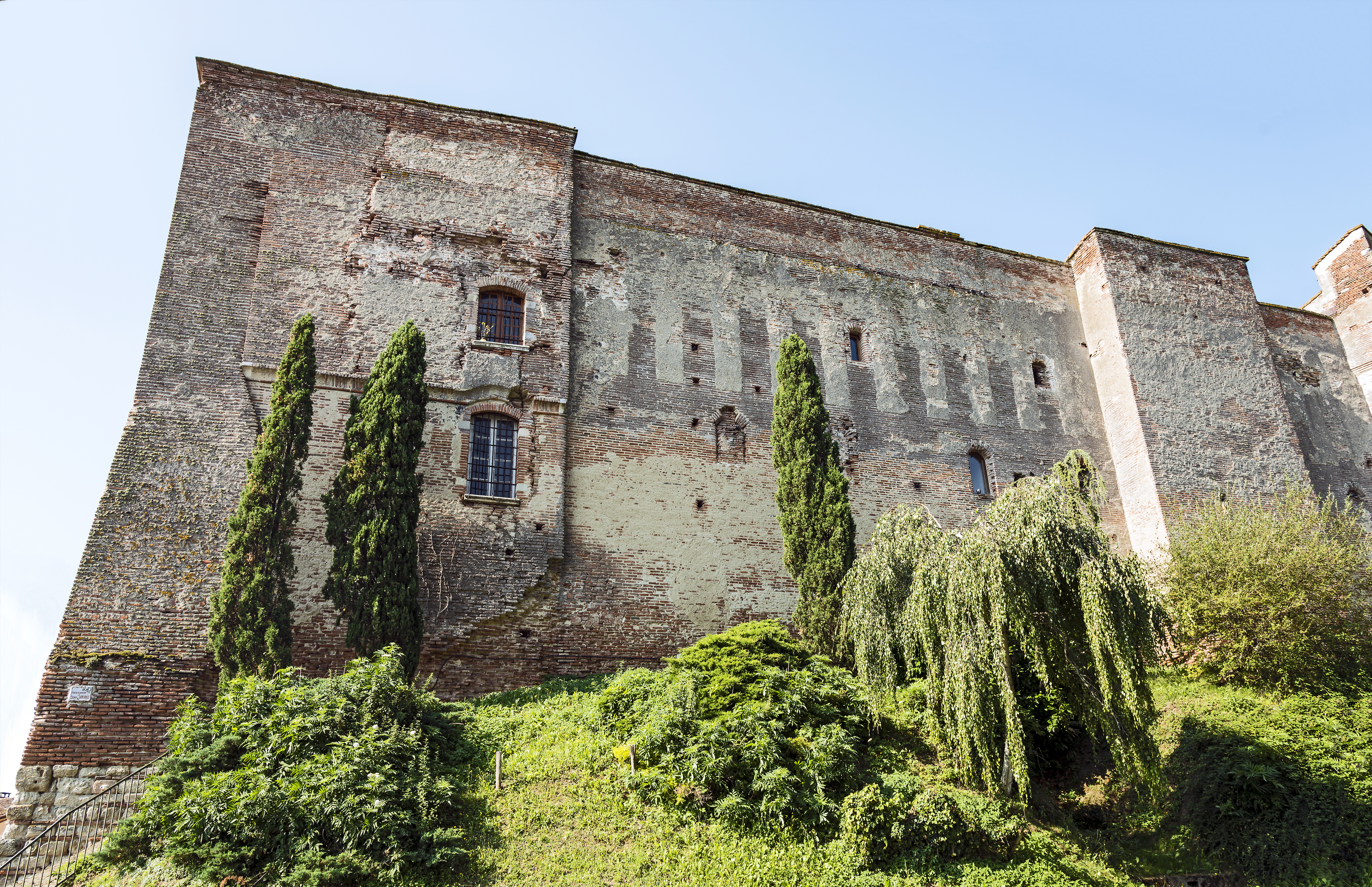
Lâu đài.
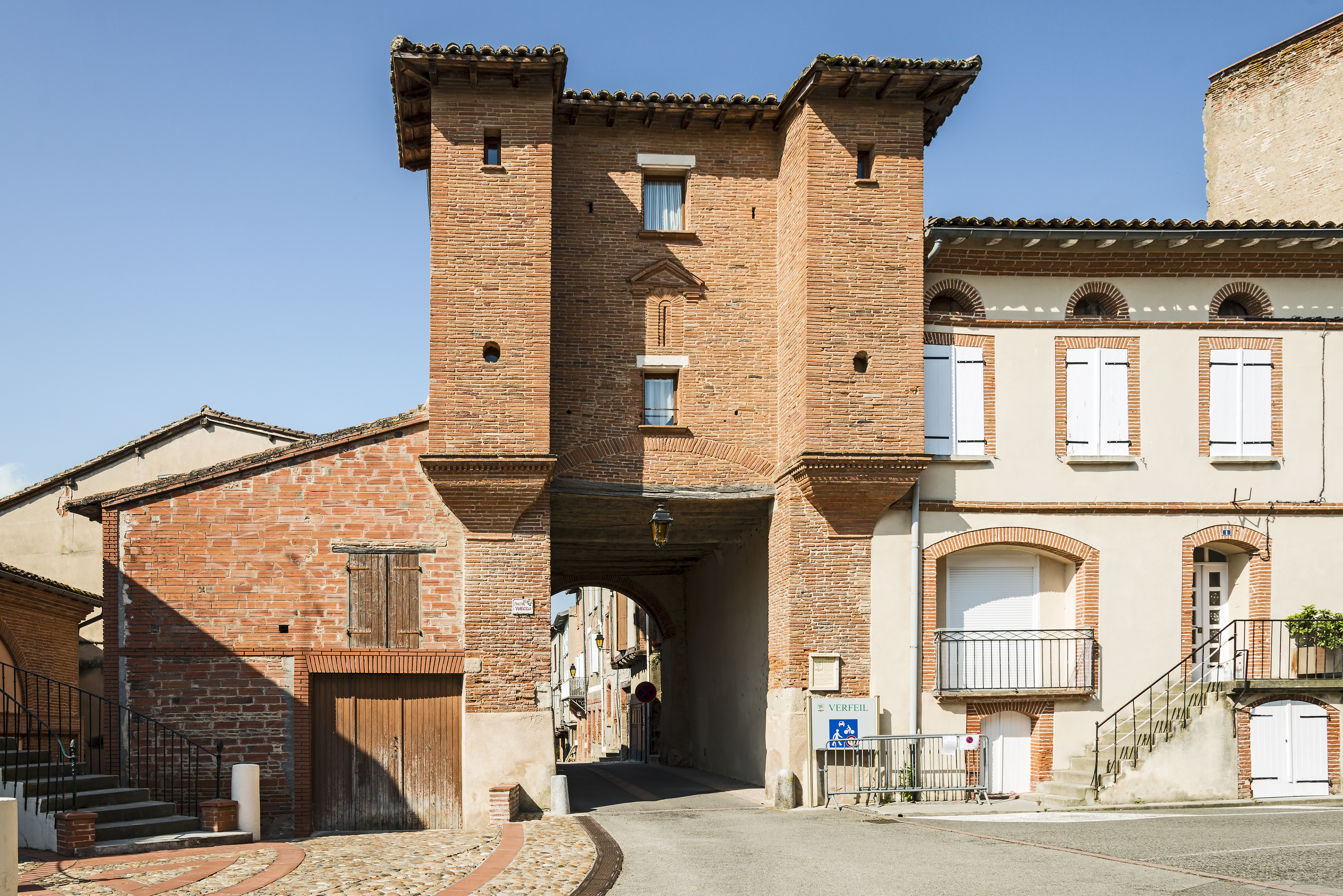
La porte Vaureze
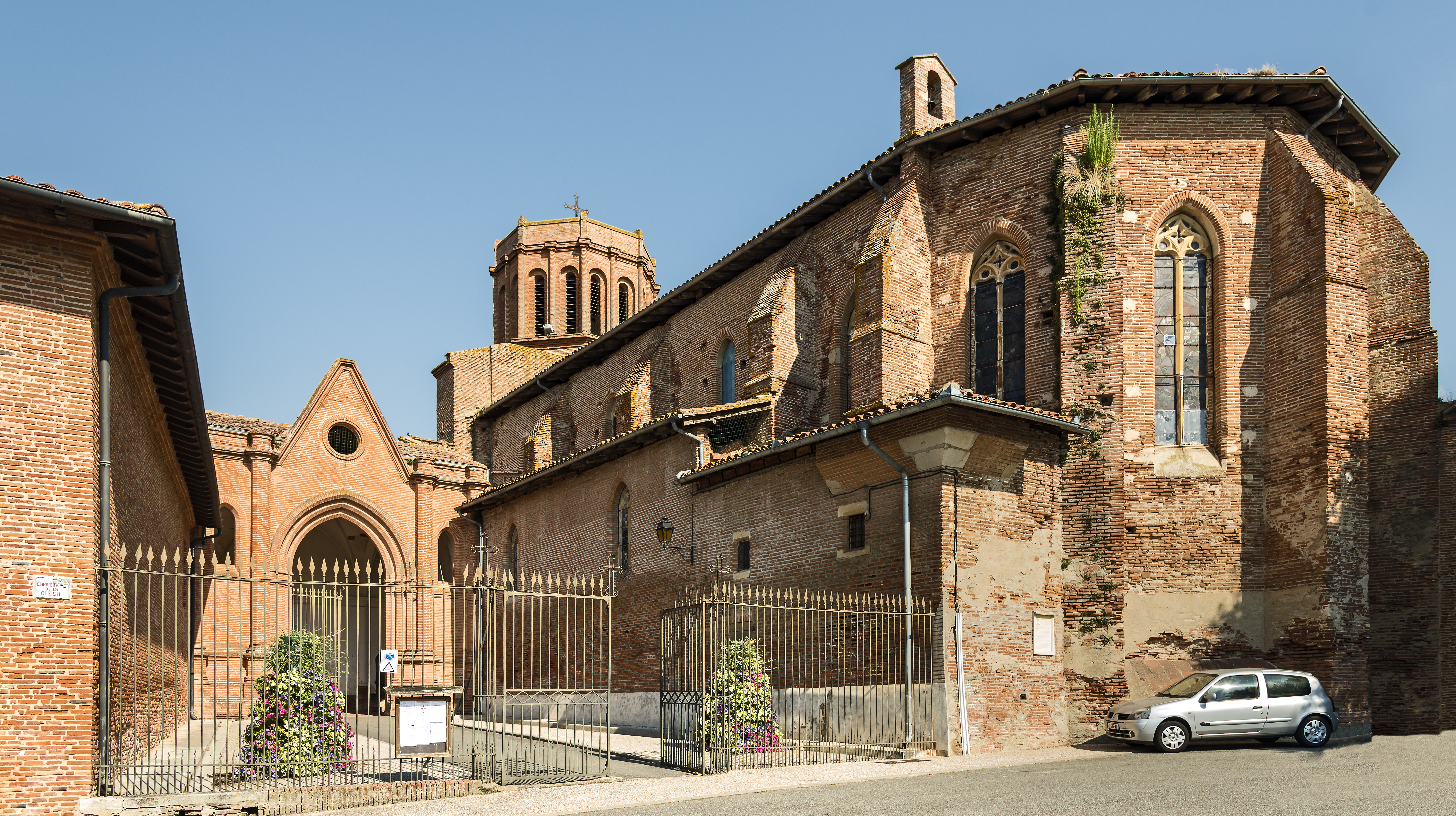
Các nhà thờ "Saint Blaise".
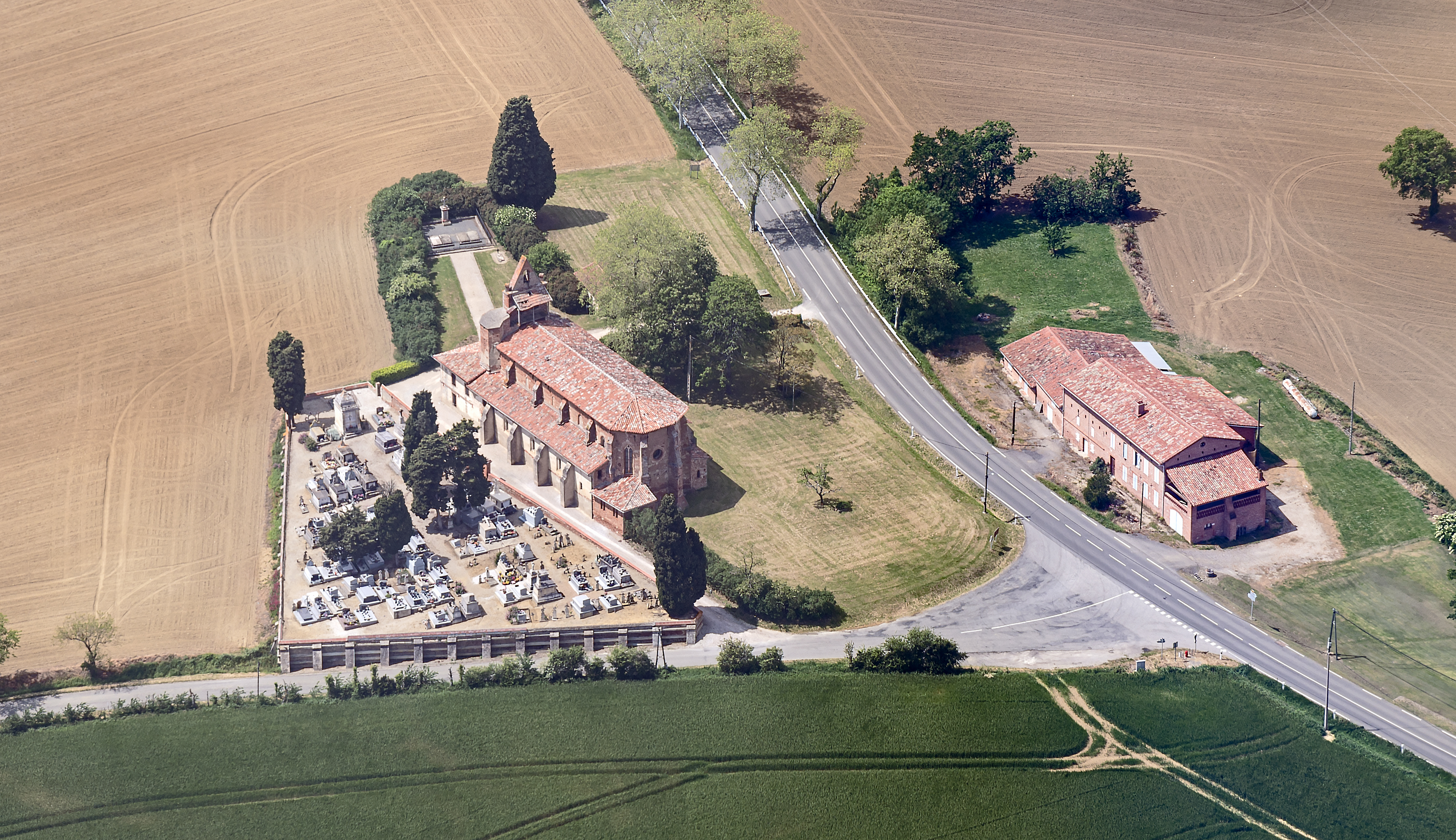
Các nhà thờ "Saint-Sernin-des-Rais".
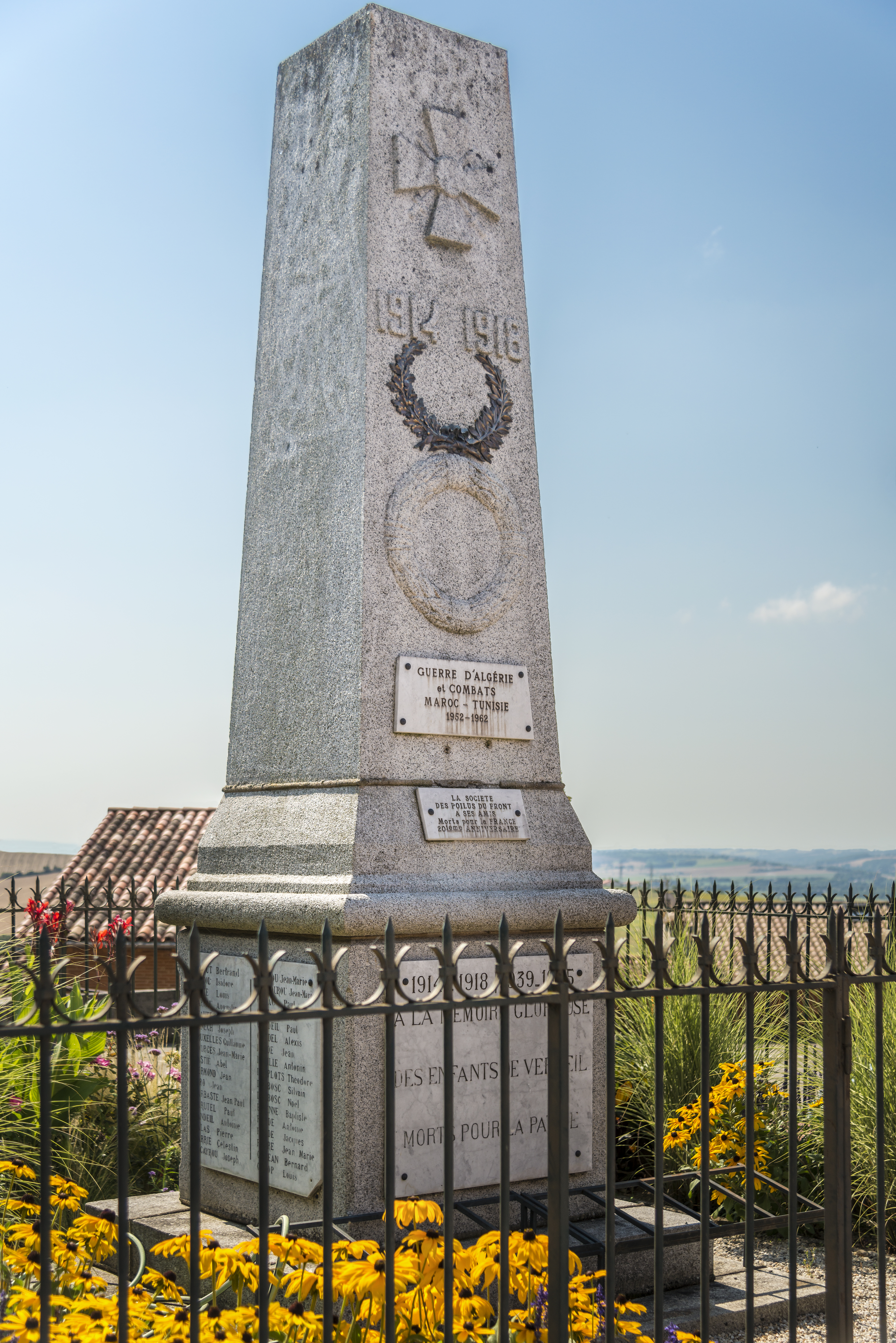
đài tưởng niệm chiến tranh